# Archidiecezja Tunja

Mapa archidiecezji

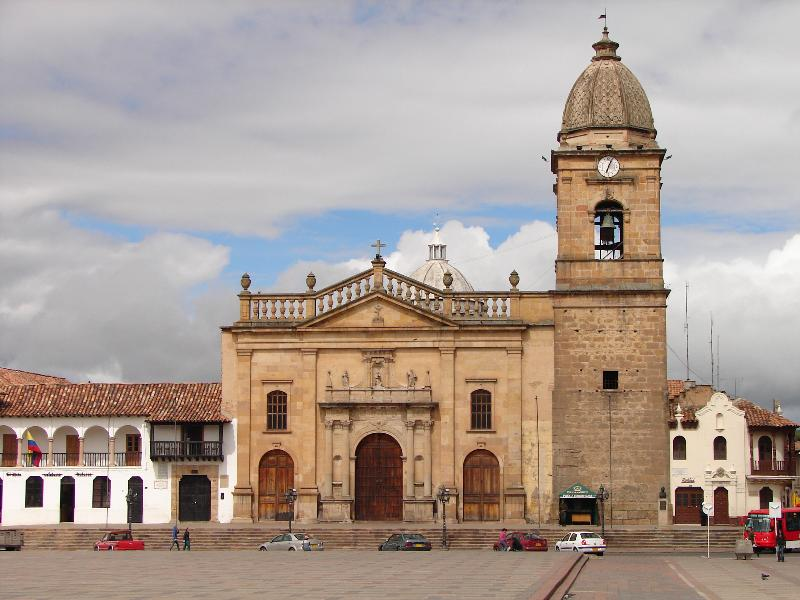
Katedra w Tunja

Archidiecezja Tunja (łac. Archidioecesis Tunquensis, hiszp. Arquidiócesis de Tunja) – rzymskokatolicka archidiecezja ze stolicą w Tunja, w Kolumbii. Arcybiskupi Tunja są również metropolitami metropolii o tej samej nazwie.
W 2022 na terenie archidiecezji pracowało 39 zakonników i 57 sióstr zakonnych.

## Sufraganie archidiecezji Tunja
Sufraganiami archidiecezji Tunja są:
- diecezja Chiquinquirá
- diecezja Duitama-Sogamoso
- diecezja Garagoa
- diecezja Yopal

## Historia
29 lipca 1880, z mocy decyzji Leona XIII, erygowano diecezję Tunja. Do tej pory tereny nowej diecezji należały do arcybiskupstwa Santa Fe w Nowej Grenadzie (obecnie archidiecezja bogotańska).
17 lipca 1893 od diecezji Tunja odłączono wschodnią część tworząc wikariat apostolski Casanare (obecnie nieistniejący).
7 marca 1955 północno-wschodnie parafie biskupstwa Tunja weszły w skład powstałej w tym dniu diecezji Duitama (obecnie diecezja Duitama-Sogamoso).
20 czerwca 1964 papież Paweł VI wyniósł diecezję Tunja do godności arcybiskupstwa.
26 kwietnia 1977 z terytorium arcybiskupstwa Tunja wydzielono kolejne diecezje: Chiquinquirá na zachodzie i Garagoa na południu.

## Biskupi i arcybiskupi Tunja

### Biskupi Tunja
- Mosé Higuera (1880 - 1881) administrator, biskup pomocniczy Santa Fe w Nowej Grenadzie[1]
- Severo García (18 listopada 1881 - 19 kwietnia 1886[a])
- Giuseppe Benigno Perilla (17 marca 1887 - 13 marca 1903[b])
- Eduardo Maldonado Calvo (24 czerwca 1905 - 31 marca 1932[b])
- Crisanto Luque Sánchez (9 września 1932 - 14 lipca 1950) następnie mianowany arcybiskupem Bogoty
- Ángel María Ocampo Berrio SI (6 grudnia 1950 mianowany - 20 czerwca 1964)

### Arcybiskupi Tunja
- Ángel María Ocampo Berrio SI (20 czerwca 1964 - 20 lutego 1970[a])
- Augusto Trujillo Arango (20 lutego 1970 - 2 lutego 1998[a])
- Luis Augusto Castro Quiroga IMC (2 lutego 1998 - 11 lutego 2020[a])
- Gabriel Ángel Villa Vahos (od 11 lutego 2020)

## Parafie
- Lista parafii archidiecezji Tunja na stronie Konferencji Episkopatu Kolumbii
- Informacje o wybranych parafiach na stronie archidiecezji Tunja

## Media archidiecezjalne
- gazety:
  - Puente Boyacense
- radio:
  - Radio Milagro
- telewizja:
  - Telesantiago[2]